# Időkapszulák Pécsett

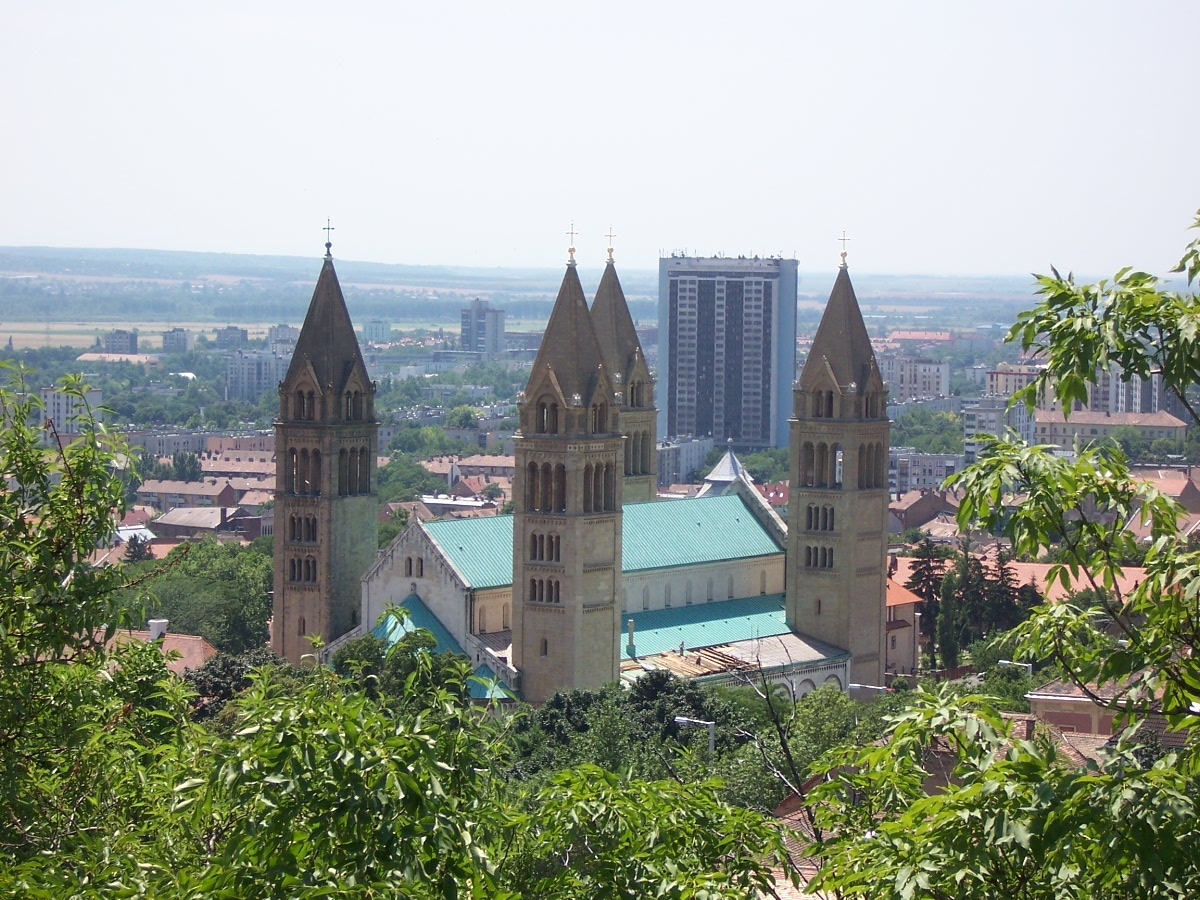
A pécsi székesegyház

Az elmúlt években több korábban elhelyezett időkapszulát is megtaláltak Pécs városában.

## Székesegyház, 1886-ból
2009 januárjában egy 1886-ban elhelyezett időkapszulát találtak a pécsi székesegyház egyik tornyának kereszt alatti gömbjében.

## Ókeresztény sírkamrák, 1913-ból
2005-ben a pécsi ókeresztény sírkamrákban találtak öt sír mellett 1913-ból származó jegyzőkönyveket, amiket az akkori kutatók leforrasztott üvegcsövekbe helyezve a sírok mellé temettek.

## Püspöki palota, 1966-ból
2006 decemberében a püspöki palota renoválása közben két időkapszulát találtak a püspöki palota délnyugati tornyában. Az egyik időkapszula 1906-ban, a másik 1966-ban lett lezárva.

## Planetárium udvara, 1999-ből
1999. augusztus 11-én, a 20. század utolsó teljes napfogyatkozásának alkalmából a régi (azóta lebontott) planetárium udvarán ástak el egy acélhengert, hogy 2081. szeptember 3-án, az akkori napfogyatkozáskor nyissák ki újra.

## Új időkapszula tervek
A püspökség tervei szerint a négy torony felújítása után a hagyományt folytatni fogják, és ismét elhelyeznek egy időkapszulát az egyik gömbben.